# Mas Rebuffat
Mas Rebuffat is een gehucht in de Franse gemeente Lus-la-Croix-Haute, departement Drôme, regio Auvergne-Rhône-Alpes.
Dorp: Lus-la-Croix-Haute       Gehuchten: Les Amayères · La Caire · Les Corréardes · La Croix-Haute · La Jarjatte · Les Lusettes · Mas Bourget · Mas Rebuffat